# Freycinetia admiraltiensis
Freycinetia admiraltiensis är en enhjärtbladig växtart som beskrevs av Huynh. Freycinetia admiraltiensis ingår i släktet Freycinetia och familjen Pandanaceae. Inga underarter finns listade.